# Śmiłowice (województwo małopolskie)
Śmiłowice – wieś w Polsce położona w województwie małopolskim, w powiecie proszowickim, w gminie Nowe Brzesko, przy drodze krajowej nr 79.

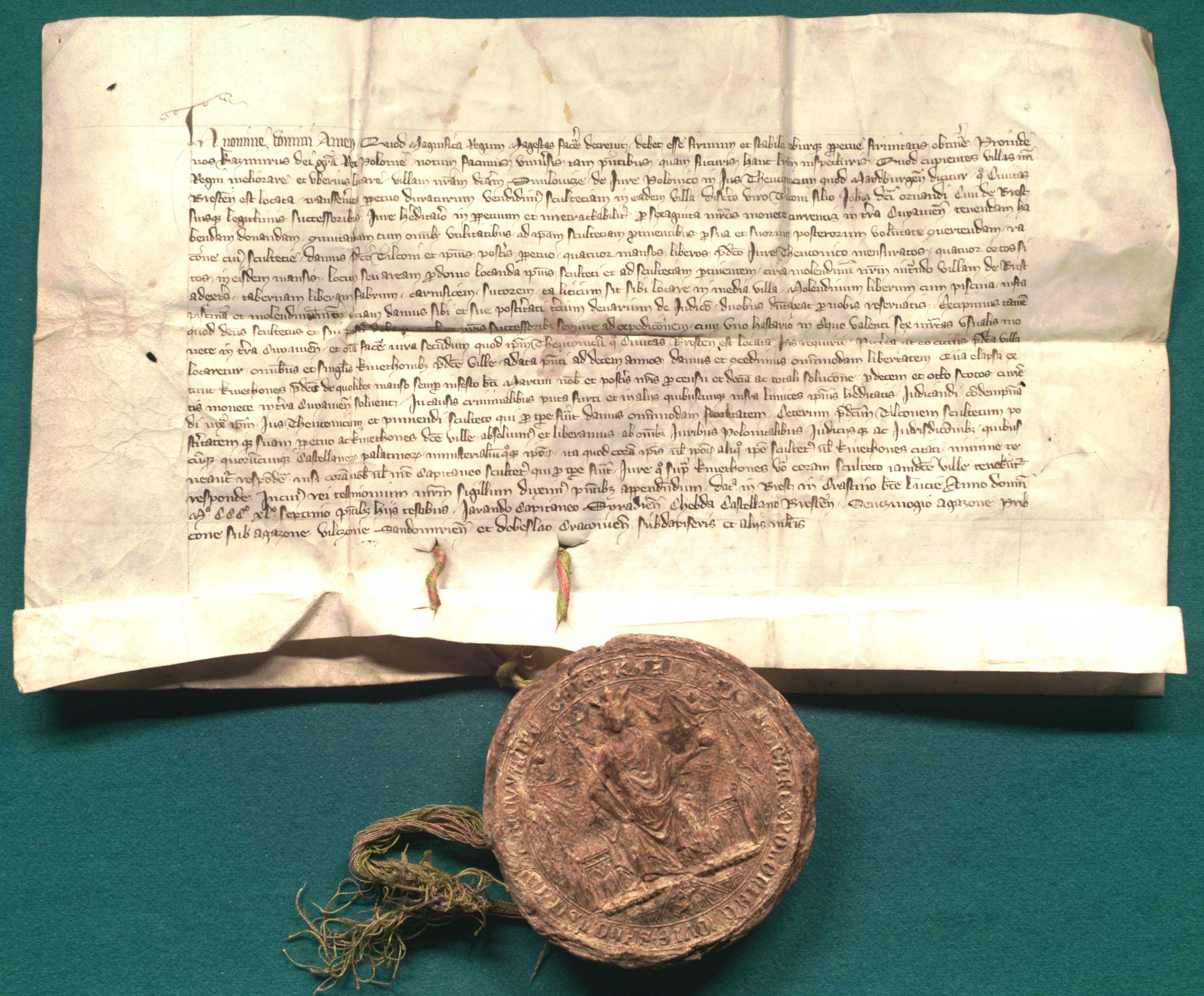
Kazimierz Wielki nadaje wsi Śmiłowice prawo magdeburskie

## Toponimia
Nazwa miejscowości pochodzi od Śmiła zamieszkującego dawniej w pałacu w Śmiłowicach. 

## Historia
Ostatnimi właścicielami dóbr śmiłowickich i pałacu było małżeństwo Juliusza Zdanowskiego i Anieli z domu Godlewskiej, córki Gabriela Godlewskiego. Pałac, który został zniszczony po II wojnie światowej, został odnowiony przez prywatnego właściciela. Wokół pałacu rośnie park, a w nim kasztanowiec czerwony – bardzo rzadka odmiana tego drzewa.
W latach 1975–1998 miejscowość położona była w województwie krakowskim.

## Zabytki
Obiekt wpisany do rejestru zabytków nieruchomych województwa małopolskiego.
- Zespół pałacowy: ruiny pałacu, park.

## Osoby związane z miejscowością
- Jan Pypeć
- Jakub Sylwiusz
- Aniela Zdanowska. Przed I wojną światową założyła we wsi koło gospodyń wiejskich[6].